# Andrea della Robbia

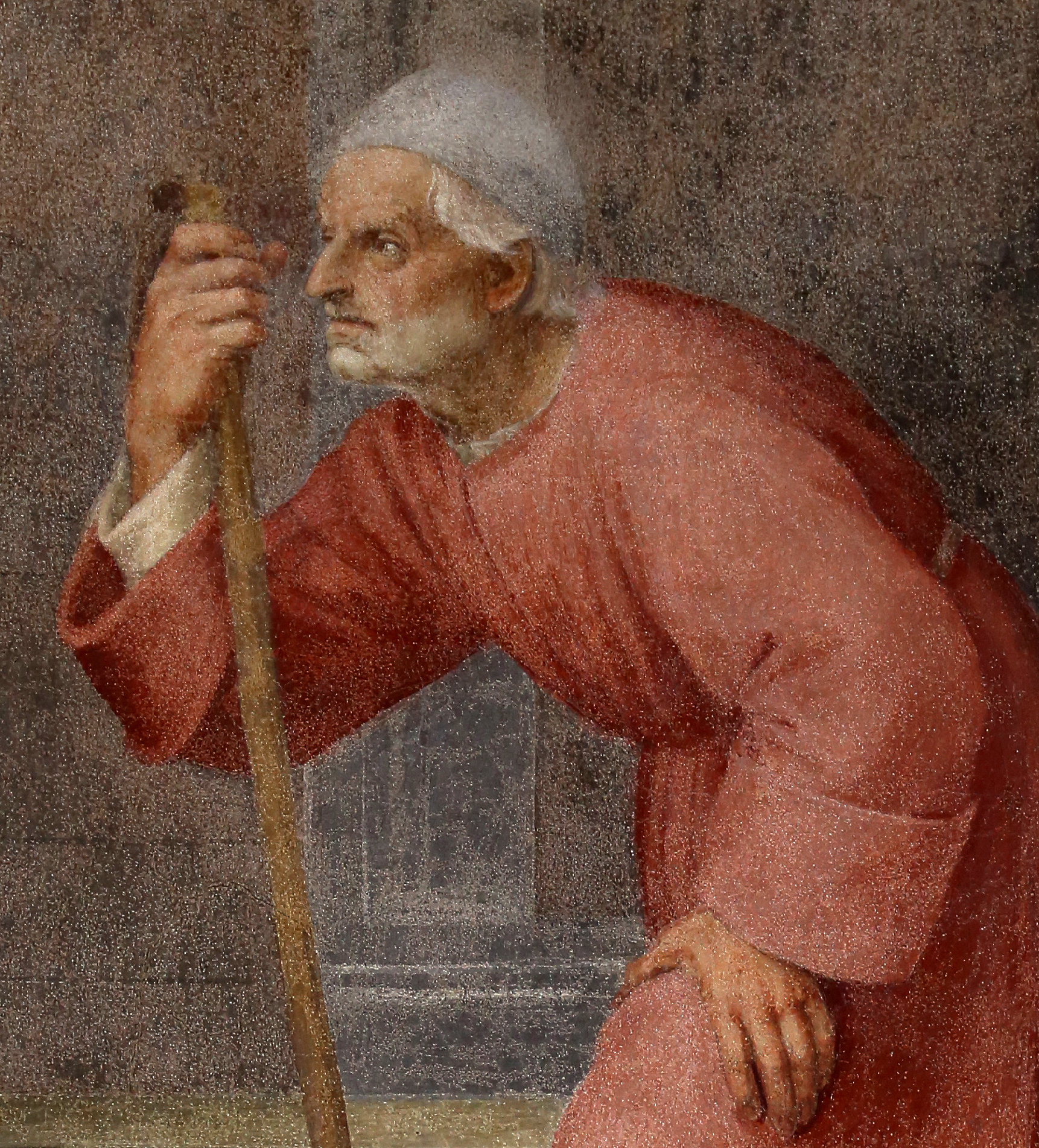
Andrea del Sarto, Verehrung der Reliquien des hl. Philipps mit Porträt Andrea della Robbias, Chiostrino dei Voti, Santissima Annunziata

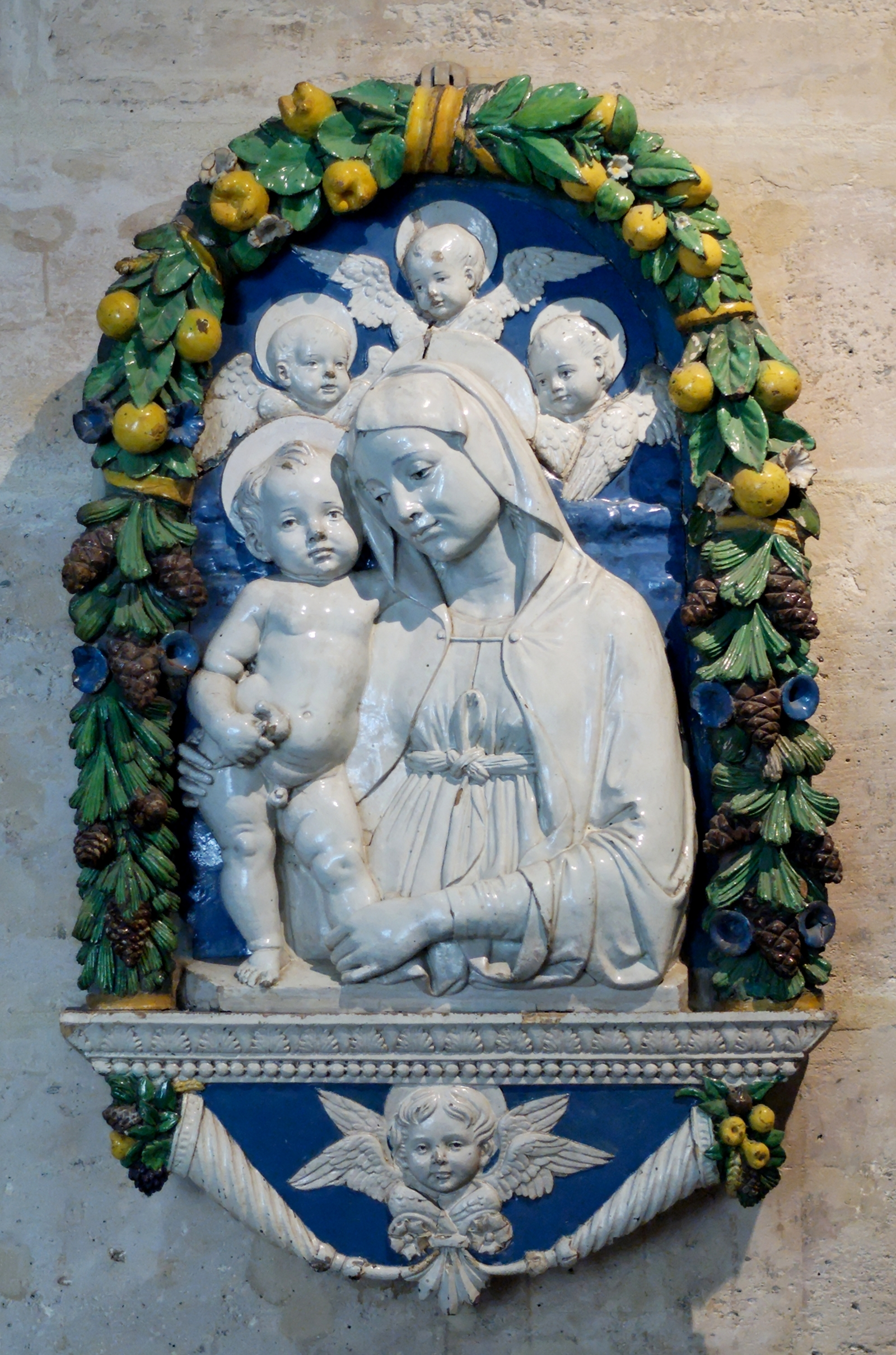
Madonna mit Kind und Putten, Terracotta farbig glasiert, Louvre

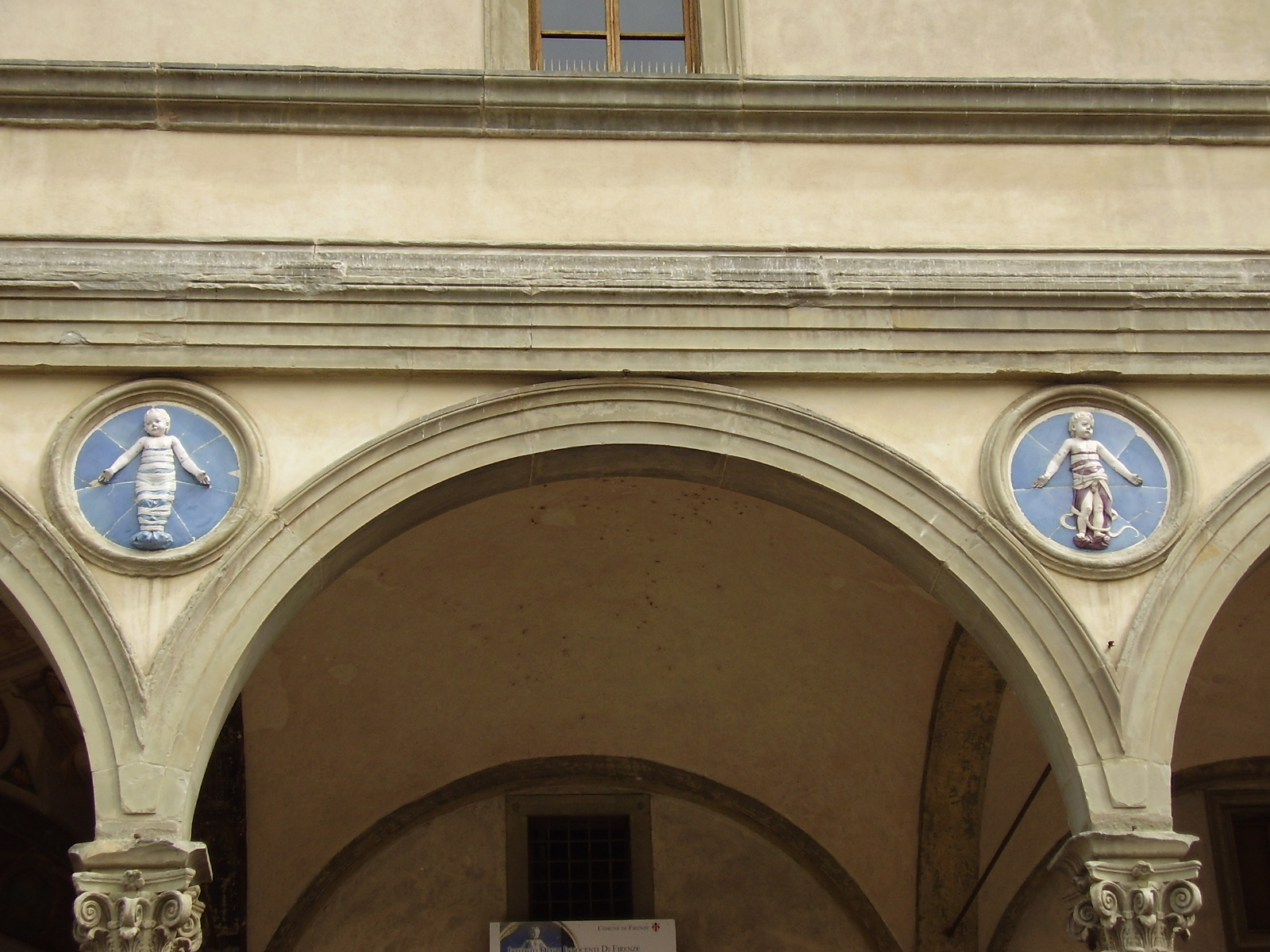
Bambini am Ospedale degli Innocenti

Andrea della Robbia (* 28. Oktober 1435 in Florenz; † 4. August 1525 ebenda), Mitglied der Bildhauerfamilie della Robbia, war ein Florentiner Renaissance-Künstler, der in Ton arbeitete. Sein Vater Marco di Simone gehörte der arte della lana an, im selben Haushalt lebten auch die Onkel Giovanni, ein Notar, und der Bildhauer Luca, dessen Schüler er wurde. Nach dem Tod des Vaters 1448 nahm Luca bei Andrea dessen Stelle ein, beide wohnten zeitlebens zusammen. Von Andreas Brüdern war Simone der Stammvater der heutigen Familie Viviani della Robbia. Er war seit 1465 in der Matrikel der arte dei maestri di pietra e legname eingetragen und wurde mehrmals zum Konsul der Zunft gewählt. Im Gegensatz zu seinem Bruder erhielt er keine künstlerische Ausbildung, konnte aber mehrmals Aufträge für Luca ausführen. Nach dessen Tod musste er seinen Anteil an Haus und Werkstatt an Andrea abtreten.
Andrea erreichte bald eine wichtige Stellung in der Werkstatt seines Onkels, den ersten eigenständigen Auftrag konnte er 1455 übernehmen: eine Madonna, die möglicherweise für eine Medici-Villa bestimmt war, deren Spuren sich aber verloren haben. Zunächst hielt er sich an den von seinem Onkel geprägten Stil der Firma, doch hatten seine Madonnen das Jesuskind zur Rechten, die von Luca zur Linken. Eine ausgeprägte Individualität kann in seinen frühen Werken nicht festgestellt werden. 1458 wurde er als intagliatore (Steinschneider) in die arte dei maestri di pietra e legname aufgenommen und legte so den Grund für eine spätere berufliche Selbständigkeit, da zunächst die Zusammenarbeit mit Luca noch intensiver wurde. Bei einigen Aufträgen scheint sein Onkel nur noch am Entwurf mitgewirkt und die Durchführung ganz dem Neffen überlassen zu haben. Um 1470 scheint Andrea die Leitung der Werkstatt vollständig übernommen zu haben; Luca forderte finanzielle Abfindung und schloss Andrea von seiner Erbschaft aus (1471), da seine Lehre ihm bereits zu erheblichem Reichtum verholfen habe.
Er entwickelte Techniken der Glasur und schuf in diesem Material neben kleinerem Bauschmuck auch Sopraporten und große Altarretabel. Fast immer handelt es sich um Hochreliefs.

## Werke
(Auswahl)
- Hochreliefs der „Bambini“ – Florenz, Ospedale degli Innocenti (1463–1466)
- Altartafel mit Verkündigung – La Verna
- Relief mit Marienkrönung – Siena, Osservanza (1486)
- Heimsuchungsgruppe – Pistoia, San Giovanni Fuorcivitas
- mit Luca della Robbia: Plastisches Wandfries Die Werke christlicher Barmherzigkeit, Ospedale del Ceppo zu Pistoia.[1]
- verschiedene Werke in der Basilica dell’Osservanza, Siena
- Fries und Evangelistendarstellungen – Santa Maria delle Carceri, Prato (1492)
- Hochaltar – Santa Maria delle Grazie, Arezzo

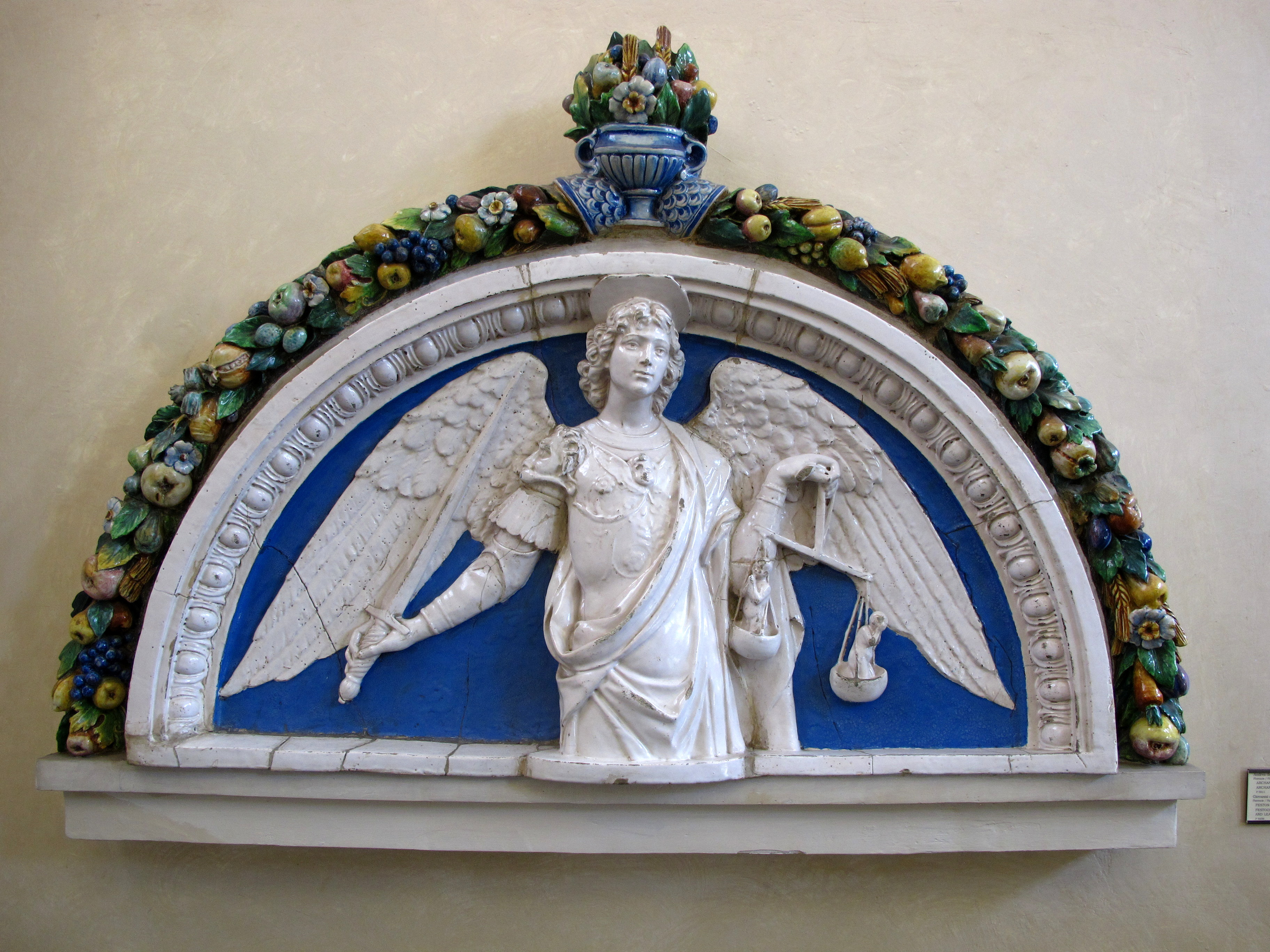
Erzengel Michael